# نورثروپ سی-۱۹ آلفا
نورثروپ سی-۱۹ آلفا (به انگلیسی: Northrop_C-19_Alpha) یک هواگرد ملخ‌پیشین تک‌موتوره از نوع Transport ساخت شرکت نورثروپ است. هواگرد نورثروپ سی-۱۹ آلفا نخستین پروازش را در 1930 (Northrop Alpha) میلادی انجام داد. این هواگرد در سال ۱۹۳۱ میلادی رسماً معرفی گردید. در مجموع، تعداد ۳ فروند از این هواگرد ساخته شده‌است.
طراح این هواگرد، John K. Northrop بود.